# Berner Konvention
Die Berner Konvention, amtlich Übereinkommen über die Erhaltung der europäischen wildlebenden Pflanzen und Tiere und ihrer natürlichen Lebensräume, ist ein völkerrechtlicher Vertrag des Europarates über den Schutz europäischer wildlebender Tiere und Pflanzen aus dem Jahr 1979. 46 europäische und 4 afrikanische Staaten (Burkina Faso, Marokko, Senegal und Tunesien, auf deren Staatsgebiet Überwinterungsgebiete europäischer Vogelarten liegen) und die Europäische Union (EU) als internationale Organisation sind die Mitglieder der Konvention.

## Ziele
Ziel des Übereinkommens ist es, wildlebende Pflanzen und Tiere sowie ihre natürlichen Lebensräume, insbesondere die Arten und Lebensräume, deren Erhaltung die Zusammenarbeit mehrerer Staaten erfordert, zu erhalten und eine solche Zusammenarbeit zu fördern. Besondere Aufmerksamkeit gilt den gefährdeten und den empfindlichen Arten einschließlich der gefährdeten und der empfindlichen wandernden Arten.

## Umsetzung
In den Übereinkommensstaaten sind zum Schutz der Arten und Lebensräume nach bestimmten Kriterien Gebiete von besonderem Schutzinteresse (ASCI, Area of Special Conservation Interest) auszuweisen, die zusammen das Smaragd-Netzwerk bilden.
- In der Europäischen Union erfolgte die Erklärung mit Beschluss 82/72/EWG des Rates vom 3. Dezember 1981[4][5] zur Umsetzung vor allem in der Vogelschutzrichtlinie sowie in der Fauna-Flora-Habitat-Richtlinie (Natura 2000-Netzwerk) und dem Europäischen Netzwerk biogenetischer Reservate.
- Bundesrepublik Deutschland: Durch Gesetz vom 17. Juli 1984 wurde das Übereinkommen in das innerstaatliche Recht transformiert.[6]
- In der Schweiz[7] erfolgt die Umsetzung im Rahmen des
  - Bundesgesetzes über den Natur- und Heimatschutz vom 1. Juli 1966 (NHG)[8]
  - Auenverordnung vom 28. Oktober 1992[9]
  - Bundesgesetzes vom 29. April 1998 über die Landwirtschaft (Landwirtschaftsgesetz, LwG)[10]
  - Art. 78 Bundesverfassung (Natur und Heimatschutz), insbesondere Abs. 5 – Rothenthurm-Artikel (siehe Rothenthurm-Initiative)[11]
  - Hochmoorverordnung vom 21. Januar 1991 über den Schutz der Hoch- und Übergangsmoore von nationaler Bedeutung[12]
  - Flachmoorverordnung vom 7. September 1994 über den Schutz der Flachmoore von nationaler Bedeutung[13]
  - Moorlandschaftverordnung vom 1. Mai 1996 über den Schutz der Moorlandschaften von besonderer Schönheit und von nationaler Bedeutung[14]
  - Direktzahlungsverordnung vom 7. Dezember 1998 über die Direktzahlungen an die Landwirtschaft (DZV)[15]
  - Trockenwiesen und -weiden Verordnung vom 13. Januar 2010 (TwwV)[16]
- Österreich trat der Konvention 1983 bei. Zur Umsetzung dienen in erster Linie die Vogelschutz-Richtlinie und die Fauna-Flora-Habitat-Richtlinie.

## Großraubtiere
Im Manifest der Berner Konvention steht: „Wölfe haben, wie alle anderen Wildtiere, ein Recht, als wildlebende Tiere zu existieren. […] dieses leitet sich aus dem Recht aller Lebewesen ab, mit dem Menschen als Teil natürlicher Ökosysteme zu koexistieren.“ Daher empfiehlt das Manifest der Berner Konvention, Gebiete mit unterschiedlichem potentiellen Wert für den Schutz der Wölfe zu identifizieren:
- Zonen, in denen der Wolf vollständig geschützt ist;
- Zonen, aus denen ausgewählte Wölfe nach einem Managementplan entfernt werden können;
- Zonen, in denen der Wolf nur mit den Beschränkungen der geltenden Jagdvorschriften gejagt werden darf.[17] (siehe Zonierungssystem)

Es hält fest, dass Eingriffe in den Bestand nur unter strikter wissenschaftlicher Kontrolle, selektiv, zeitlich begrenzt und mit minimalen Nebenwirkungen für andere Arten gemacht werden sollen. Das Manifest sieht ferner vor, Wiederansiedlungsprogramme zu prüfen in Gebieten, in denen der Wolf ausgestorben ist.